# Aizawa Rina
Aizawa Rina (逢沢 りな Aizawa Rina, sinh ngày 28 tháng 7 năm 1991) là một nữ diễn viên kiêm người mẫu người Nhật Bản. Cô hiện là thành viên trực thuộc công ty Box Corporation.

## Sự nghiệp
Năm 2008, vai diễn đầu tiên của cô là Saki Rōyama / Go-on Yellow trong loạt phim Engine Sentai Go-onger. Theo trang Oricon Style, cô xếp ở vị trí 249 trong tổng số 422.001 người.
Cô được chọn làm người hỗ trợ quản lý cho Giải đấu bóng đá giữa các trường trung học Nhật Bản lần thứ 87. Những người quản lý trước đây là những thần tượng như Maki Horikita, Yui Aragaki, và Kie Kitano.

## Phim

### Phim truyền hình
- Engine Sentai Go-Onger (TV Asahi, 2008) vai Saki Rōyama/Go-on Yellow
- Hancho (TBS, 2009) vai Takazawa Sayaka (Episode 11)
- Tenchijin (NHK, 2009) vai Omatsu (Episode 39 - 44)
- Iam GHOST (BEE TV Mobile Drama, 2009) vai Kana
- Yagyu Bugeicho (TBS, 2010) vai Tahime
- Liar Game 2 (Fuji TV, 2010) vai Okabe Reiko (Episode 9)
- Hidarime Tantei (NTV, 2010) vai Yoshinaga Haruka (Episode 4)
- Kioku no Umi (TBS, 2010) vai Tsukamoto Mari
- Sunao ni Narenakute (Fuji TV, 2010) vai Maeda Yuki
- TRICK Shinsaku Special 2 (TV Asahi, 2010) vai Ishisaka Reiko
- Hammer Session! (TBS, 2010) vai Mizuno Mayu

### Phim điện ảnh
- Engine Sentai Go-onger: Boom Boom! Bang Bang! GekijōBang!! (2008 Toei) vai Saki Rōyama/Go-on Yellow
- Engine Sentai Go-onger vs. Gekiranger (2009 Toei) vai Saki Rōyama/Go-on Yellow
- Hanaoni - Kaki x Kanna (ngày 21 tháng 11 năm 2009 Jolly Roger) vai Asagiri Kanna
- Samurai Sentai Shinkenger vs. Go-onger: GinmakuBang!! (2010 Toei) vai Saki Rōyama/Go-on Yellow
- Koukou Debut - High School Debut (2011 Asmik Ace Entertainment) vai Komiyama Asami
- Gokaiger Goseiger Super Sentai 199 Hero Great Battle (2011 Toei) vai Saki Rōyama
- Kaizoku Sentai Gokaiger the Movie: The Flying Ghost Ship (2011 Toei) vai Saki Rōyama

### CD
- G3 Princess Rap: Pretty Love Limited (G3プリンセス ラップ～PRETTY LOVE♡Limited～)
- G3 Princess CD Box Limited Release Live matches
- 87th All Japan High School Soccer Tournament Support Manager

### CM
- Kowa [Puchiuna Kowa] Summer CM
- Kowa [Goruken Kowa] CM
- Japan Kentucky Fried Chicken [Your Support,Pizza Hut's Pizza Fight!] CM
- Kowa [Puchiuna ALPHA] CM
- Shunkado [Unagipai50] CM

## DVD
- Rina Aizawa: Smile (Released ngày 21 tháng 7 năm 2008 Toei)
- Rina Aizawa: Holiday (Released ngày 25 tháng 9 năm 2009 Wani)
- RINA'S WONDERLAND 19Graffiti (Released ngày 23 tháng 7 năm 2010 TAKESHOBO)
- LINA Jump (Released ngày 23 tháng 6 năm 2010 Liverpool)

## Sách ảnh
- Engine Sentai Go-Onger Photobook Mahha Zenkai! <炎神戦隊ゴーオンジャー写真集 マッハ全開！>(Released August 2008 Ichijinsha)
- G3 Princess Picture Book <G3プリンセスビジュアルBOOK> (Released October 2008 Gakken)
- Engine Sentai Go-Onger Character Book Let's Go On!!!! <炎神戦隊ゴーオンジャーキャラクターブック Let's GO ON!!!!> (Released February 2009 Tokyo News Service)
- 『Rina』 First Official Photobook <逢沢りな写真集『Rina』> (Released ngày 28 tháng 7 năm 2009 Wani)
- 「Welina ‐a girl's memory in her teens‐」 Second Official Photobook <逢沢りな写真集/「Welina ‐a girl's memory in her teens‐」> (Released ngày 21 tháng 4 năm 2011 Shueisha)

## Lịch
- Rina Aizawa Try-X 2009 Calendar (Released ngày 27 tháng 9 năm 2008)
- Rina Aizawa Try-X 2010 Calendar (Released ngày 10 tháng 10 năm 2009)
- Rina Aizawa Try-X 2011 Calendar (Released ngày 2 tháng 10 năm 2010)